# Comissió d'Investigació d'Accidents Ferroviaris
La Comissió de Recerca d'Accidents Ferroviaris (CIAF) és la comissió encarregada d'investigar els accidents ferroviaris greus que es produeixin sobre la Xarxa Ferroviària d'Interès General, així com la recerca dels altres accidents i incidents ferroviaris quan així ho consideri. Està adscrita al Ministeri de Foment d'Espanya, a través de la sotssecretaria que realitza les seves activitats independentment de la Direcció General de Ferrocarrils (DGF), l'Administrador d'Infraestructures Ferroviàries (Adif) i de les diferents empresa ferroviàries a Espanya. Va ser fundada l'11 de desembre de 2007 una vegada aprovat el Reial decret 2387/2004, de 30 de desembre de 2004.

## Accidents ferroviaris investigats
- Accident ferroviari d'Arévalo de 2010
- Accident ferroviari de Castelldefels del 2010
- Accident ferroviari de Mataró de 2012
- Accident ferroviari de Santiago de Compostel·la del 2013